# Nahr al-Kabir
An-Nahr al-Kabir (àrab: النهر الكبير, an-Nahr al-Kabīr, literalment ‘el Gran Riu’) és un riu de l'Orient Pròxim que neix a les fonts de la plana de Bukaya i desemboca a la Mediterrània.
El seu curs forma part de la frontera nord entre el Líban i Síria.
Si bé alguns l'identifiquen amb el riu Eleutheros esmentat a les fonts clàssiques, sembla que aquest seria un altre riu una mica més al sud.